# Перу на Чемпіонаті світу з водних видів спорту 2015
Перу взяла участь у Чемпіонаті світу з водних видів спорту 2015, який пройшов у Казані (Росія) від 24 липня до 9 серпня.

## Плавання на відкритій воді
Один перуанський плавець кваліфікувалися на змагання з плавального марафону на відкритій воді.
| Спортсмен         | Дисципліна       | Час       | Місце |
| ----------------- | ---------------- | --------- | ----- |
| Густаво Гутьєррес | 5 км (чоловіки)  | 55:46.6   | 31    |
| Густаво Гутьєррес | 10 км (чоловіки) | 1:56:23.1 | 51    |

## Плавання
Перуанські плавці виконали кваліфікаційні нормативи в дисциплінах, які наведено в таблиці (не більш як 2 плавці на одну дисципліну за часом нормативу A, і не більш як 1 плавець на одну дисципліну за часом нормативу B):
Чоловіки
| Спортсмен       | Дисципліна           | Попередній заплив | Попередній заплив | Півфінал        | Півфінал        | Фінал           | Фінал           |
| Спортсмен       | Дисципліна           | Час               | Місце             | Час             | Місце           | Час             | Місце           |
| --------------- | -------------------- | ----------------- | ----------------- | --------------- | --------------- | --------------- | --------------- |
| Маурісіо Фійоль | 100 м батерфляєм     | DNS               | DNS               | Завершив виступ | Завершив виступ | Завершив виступ | Завершив виступ |
| Ніколас Наганья | 100 м вільним стилем | 50.99             | 55                | Завершив виступ | Завершив виступ | Завершив виступ | Завершив виступ |

Жінки
| Спортсменка     | Дисципліна           | Попередній заплив | Попередній заплив | Півфінал         | Півфінал         | Фінал            | Фінал            |
| Спортсменка     | Дисципліна           | Час               | Місце             | Час              | Місце            | Час              | Місце            |
| --------------- | -------------------- | ----------------- | ----------------- | ---------------- | ---------------- | ---------------- | ---------------- |
| Андрея Седрон   | 200 м вільним стилем | 2:04.07           | 48                | Завершила виступ | Завершила виступ | Завершила виступ | Завершила виступ |
| Андрея Седрон   | 400 м вільним стилем | 4:18.96           | 32                | Н/Д              | Н/Д              | Завершила виступ | Завершила виступ |
| Даніела Міяхара | 800 м вільним стилем | 9:00.30           | 33                | Н/Д              | Н/Д              | Завершила виступ | Завершила виступ |